# Demetri II d'Imerècia
Demetri II fou eristhavi d'Imerècia. Era nascut abans de 1413 i fill d'Alexandre I de Geòrgia "el gran", i es va casar de segones noces amb la princesa Gulkhan, filla de Demetri I el duc, essent proclamats reis d'Imerétia el 1446 però l'intent no va prosperar. Amb primeres noces estava casat amb una germana del príncep Beshkén II Orbeliani de Siunia i senyor de Lorí (+ c. 1445). El 1456 va morir d'un accident amb un cavall. El va succeir el seu fill Bagrat II, eristhavi de Kutaïsi.